# Paul Aldinger
Paul Aldinger (* 23. August 1869 in Heutingsheim; † 30. Dezember 1944 in Kleinbottwar) war ein deutscher evangelischer Pfarrer und Organisator der deutschen Kolonie Hansa-Hammonia im brasilianischen Staat Santa Catarina.

## Leben
Er war der Sohn eines Rentamtmanns. Nach Besuch des Lyzeums und des theologischen Seminars studierte er von 1888 bis 1893 evangelische Theologie an der Eberhard Karls Universität Tübingen und wurde Mitglied der Verbindung Normannia Tübingen (1934–1935 Burschenschaft Normannia Tübingen in der DB). Zuerst wurde er Vikar und später Lehrer am Königlich Württembergischen Evangelisch-Theologischen Seminar in Schöntal, im Anschluss Lehrer an der Deutschen Kolonialschule „Wilhelmshof“ in Witzenhausen. Dort gründete er 1897 gemeinsam mit Ernst Albert Fabarius den Evangelischen Hauptverein für deutsche Ansiedler und Auswanderer.
Paul Aldinger unternahm mehrere Reisen in deutsche Kolonien nach Osteuropa und lebte von 1901 bis 1927 in Brasilien, wo er als evangelischer Pfarrer und Schulinspektor in der Kolonie Hansa-Hammonia wirkte. In das Deutsche Reich zurückgekehrt, wurde Paul Aldinger Pfarrer in Kleinbottwar. In Vorträgen und in der Presse bemühte er sich für die Ausbreitung der Kenntnisse von Brasilien und seinem Deutschtum.
Als Pfarrer starb Paul Aldinger er Ende des Jahres 1944.
Er war Unterstützer der Bekennenden Kirche und Mitglied des Alldeutschen Verbandes.

## Ehrungen

Denkmal für Paul Aldinger in Ibirama

- Bronzedenkmal in der Stadt Ibirama in Brasilien (vom Bildhauer Fritz Alt aus Joinville geschaffen)
- Die Schule in Kleinbottwar, heute ein sonderpädagogisches Bildungs- und Beratungszentrum, trägt seinen Namen.

## Nachlass
Sein schriftlicher Familiennachlass befindet sich im Landesarchiv Baden-Württemberg, Abteilung Hauptstaatsarchiv Stuttgart.